# Yuki Saneto
Yuki Saneto (født 19. januar 1989) er en japansk fodboldspiller, som spiller for den japanske fodboldklub Avispa Fukuoka.